# سدراتة
36°07′42″N 7°31′53″E / 36.12833°N 7.53139°E

سدراتة، بلدية بدائرة سدراتة التابعة لولاية سوق أهراس الجزائرية.

## الموقع
تقع مدينة سدراتة في ولاية سوق أهراس ويحيط بها بلدية عين سلطان وخميسة والزوابي وسافل الويدان وبئر بوحوش وأم العظائم. تبعد عن مدينة خميسة الأثرية ب 14 كم، تابعة إقليميا لولاية سوق أهراس الحدودية منذ 1984 بعد أن كانت تابعة لولاية قالمة (1976) وقبلها ولاية عنابة منذ استقلال الجزائر، ويبلغ عدد سكانها حوالي 80 ألف نسمة تبعد عن كل من مدينة عنابة وتبسة وقسنطينة بحوالي 120 كم وعن كل من مدينة قالمة وأم البواقي وسوق أهراس بحوالي 60 كلم، وأغلب سكانها يعتمدون على الزراعة والفلاحة بصفة عامة.
تعتبر المدينة الثانية من حيث الكبر وعدد السكان بعد عاصمة الولاية سوق أهراس، يبلغ ارتفاعها عن سطح البحر حوالي 1000 متر، أسستها فرنسا حوالي 1846 م.

## جغرافية المدينة
تتمركز المدينة عدة جبال، اشهرها جبل المايدة أو المائدة ويبلغ ارتفاعه حوالي 1456م، أولاد منيع وهي تقع بجانب هذا الجبل. يحدها من الشمال عين سلطان وقالمة ومن الغرب الزوابي وبئر بوحوش ومن الجنوب أم العظائم وسافل الدنيا ومن الشرق الراقوبة وخميسة، تمتاز بخصوبة أرضها، وأتساعها، وموروثها الحضاري الزخم، يسكنها حوالي 85700 نسمة، وهي أكبر مدينة من حيث عدد السكان بعد مدينة سوق اهراس.

## التسمية
نسبة إلى سدراتة الأمازيغية التي يعود فرعها إلى زناتة سدراتة كانت تسكن منطقة ورقلة أيضا، وقيل لكثرة وجود نبات السدر بها.

## السياحة
يوجد حواليها أكثر من 50 موقع أثري من بينهم مواقع (خميسة نوميداروم، تيبازة ـ كاف المصورة، ذراع الفريكي، كاف رجم).

### المايدة
منطقة ريفية جبلية محاذية لمدينة سدراتة بولاية سوق أهراس، تنقسم إلى ثلاثة أقسام كبرى كما يعرفها أهلها:
أولا: قابل المايدة وهي المنطقة القريبة من مدينة سدراتة وهي في الغالب منطقة سهلية وتحوي الكثير من الأودية والمجاري.
ثانيا: راس المايدة وهي الجزء الغير مأهول بالسكان حيث تحوي العديد من الكهوف والمغارات وبها رسومات ونقوشات للإنسان البدائي.
ثالثا: ظهرة المايدة وهي المنطقة التي تقع مباشرة خلف القمة الجبلية المعروفة (بكاف رجم) والمحاذية لوادي العار، أغلب قاطني المايدة من القبائل الامازيغية على رأسها «بني وجانة» بالإضافة إلى أولاد منيع وبني ملكم وجزء من قبيلة أولاد قاسم وأولاد زعبوب، وللتاريخ فقد كانت هذه المنطقة مسرحا للعديد من البطولات التي قام بها المجاهدون الاشاوس إبان الثورة التحريرية المظفرة وفي المقابل كانت عرضة لأقبح الاعتداءات الهمجية للاستعمار الفرنسي في حق الأهالي ونكاية في الثوار الجزائريين.
رابعا: غابات محاذية للمدينة تزخر بطبيعة خلابة لا مثيل لها.. كغابة الصنوبر، جبل القجاجحة، غابة الحجاجرة، إضافة لجنان الشرقي وهي حديقة عذراء تحتوي على عدة أنواع من الطيور كالزرزور والمقنين والهدهد إضافة لكاسر اللوز والزاوش واليمام دون أن ننسى أشجار الصمغ العربية والزقوق والصنوبر بهذه الحديقة كما أنها تكون أجمل في فصل الربيع حيث تتحول فجاة من اللون الأخضر المتوحش إلى الأبيض بفعل الأزهار المتفتحة مما يضفي بهجة وراحة فردوسية على البال.. تقع هذه الحديقة على بعد 10كم من المدينة بدوار المدورة.

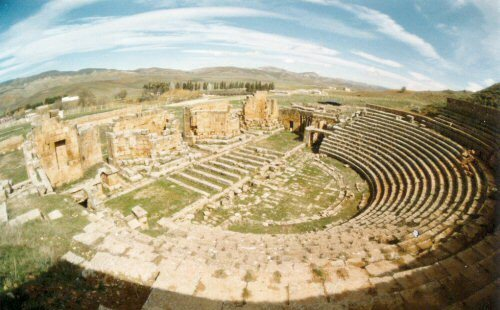
موقع خميسة

مدينة خميسة: وهي بلدية تتبع إداريا لدائرة سدراته تحتوي المدينة الأثرية «تيبرسيكوم نوميداروم» وهي ذات بناء بيزنطو-روماني أمازيغي وتعتبر شاهدا على حقبة الوجود الرومو-بيزنطي بالمنطقة وعلى سنوات الكفاح المستميت للأمازيغ ضد الرومان وشاهد كذلك على السنين السبع التي صمد فيها القائد العسكري البطل تاكفاريناس أبن عين السدرة في وجه المستعمر الغاشم، تحتوي تيبرسيكوم نوميداروم على قطع أثرية من حقبة العصور القديمة معروضة في متحف صغير بها إضافة لمسرح روماني وبرج مراقبة ونفق به أطلال من ذاك العهد...يقال عن النفق أنه يتصل بنفق آخر له مخرج من جبل المائدة وللنفق مخرج في ولاية تبسة وحتى بالأراضي التونسية كان يستخدم في العصور القديمة للأغراض العسكرية... وقد وجدت فرق تنقيب قبل نحو تسع سنوات مخازن تحت-أرضية بهذه المدينة الأثرية للغاز الطبيعي تعود لحقبة الإستعمار الفرنسي
ويعود أصل تسمية جبل المائدة ليس إلى كلمة المائدة العربية كما يعتقد بل إلى القادة الحربية الأمازيغية«مايدا» وهي ابنة الملكة البربرية ديهيا المشهورة بأسم الكاهنة والتي ترعرعت في الأصل بين ولايتي خنشلة وتبسة فقبيل الفتح الإسلامي بنحو قرن كانت الكاهنة وأبنائها: قايس، فايس، بولفرايس، كسيلة، مايدة، خميسة... إلخ منهمكة بقيادة جيوشها في محاربة الزحف البيزنطي الوحشي على أراضي الشمال الشرقي للجزائر (حاليا) فأرسلت ابنتها مايدا بجيش من قبائل الشاوية إلى منطقة خميسة حاليا للتصدي لجيش البيزنطيين، بعد معارك شرسة وجها لوجه ضعف جيش البربر فتراجع لمنطقة خصبة مخضرة (تارقالت حاليا) قصد الخروج بأقل الخسائر وأخذ استراحة لمباغتة العدو والتحول لسياسة الكر والفر والهدف من كل هذا ربح المعركة والسطرة على أكبر قدر ممكن من المناطق المحاصرة من قبل البيزنطيين لكن بما أن الأيديولوجية البربرية المترجمة لفلسفة الرجل الحر تنص بأنه على المقاتل والمكافح عن أرضه عدم الاستسلام والتراجع لأي سبب كان وأنه لا خيار آخر غير الاستشهاد في حالة عدم الانتصار وجها لوجه فقد تعرضت مايدا وجيشها للشتم والإهانة من قبل سكان المنطقة التي قررت النزول بها في هدنة مؤقتة ونعتوها ب«ثاهوث آرقالت» وهو وصف أمازيغي معناه الفتاة الهاربة ونظرا لهذه الإهانة شعرت مايدا بالذنب والعار فقررت مواصلة الزحف مباشرة لرد الاعتبار لكرامة جيشها وشعبها وأرضها وقاومت حتى تمكن جيشها من الوصول لأعالي الجبل الذي استشهدت فيه ودفنت هناك ولسبب استشهادها به سمي باسمها جبل«مايدا» ولا يزال موقع دفنها بالجبل مجهولا ليومنا هذا... وإضافة لهذه الرواية نستنتج أيضا أن أصل تسمية منطقة تارقالت ليس المصطلح الذي أطلقه المستعمر الفرنسي عليها "terre du galette" لخصوبة تربتها (في حالة قام أحد الفلاحين بزراعة قنطار من القمح فقط ففي موسم الحصاد ودون السقي اليدوي يتحصل على ما مقداره تقريبا 40 قنطار..لكن بسبب الاحتباس الحراري والتغير المناخي أصبحت تعاني أزمة قلة إنتاجية المحصول الزراعي منذ 2012) فمصطلح المستعمر تشويه للتاريخ وإنما أصل التسمية ثاهوث أرقالت أدغمت لتصبح تارقالت، ومن الناحية السياحية فان جبل وغابات تارقالت مثالية في موسم القنص المقنن لصيد الحجل والسماني والأرانب البرية وحتى الصقور والصيد كذلك جيد في جبل القجاجحة.

## التاريخ الثوري
وللتاريخ فإن أول عملية فدائية إبان ثورة التحرير المضفرة قام بها المجاهد الشهيد حمانة بن المسعود بن الخوني دبابزة المدعو ثوريا المسيلي والتي قام بها في بداية سنة 1955 في قهوة ريمون (الاعتبار حاليا) حيث أرعبت المستعمر وبعدها بستة أشهر استشهد في ساح الوغى بالكاف الأعكس جهة (المشاعلة) ولا زالت الشابة التي نقلت له القنبلة المخبأة في قفة من القش والبيض وتدعى (شمامة) على قيد الحياة. وأما العملية التي دوخت القائد الفرنسي (جيرو) فهي تلك التي قام الشهيد بوراس الطيب بن معيوف في قاعة السينما والذي حكم عليه بالإعدام في محكمة قالمة ونفذ فيه سنة 1958 بالمقصلة بسجن القصبة بقسنطينة، المجاهد الكبير الشهيد سي السعيد رواق بن عبد الرحمان الذي أستشهد في ضواحي مدينة قسنطينة إثر قصف جوي مع كاتبه الخاص ويعد من رجالات بلدية تقوفت (الزوابي) ودائرة سدراتة ويقاسمه هذا الشرف زوجته الحاجة قمرة رواق كما لا ننسى الشهيد بن زرارة الحفصي الذي لعب دورا مهما إلى جانب أخوانه.

## أعلام المدينة
في الأدب والفكر منها:
- الشيخ بشيشي بلقاسم اللوجاني:(أحد مؤسسي جمعية العلماء المسلمين الجزائرية، ومؤسس المسجد العتيق).
- كاتب ياسين: روائي فرنكوفوني
- الأمين بشيشي: فنان موسيقي كبير، شاعر وملحن ووزير ثقافة سابق ابن الشيخ بشيشي بلقاسم اللوجاني.
- الطاهر وطار: روائي مؤسس الجاحظية، رائد حركة التعريب في الجزائر
- عنتر يحيى: لاعب كرة قدم دولي 2003- 2010 قاد المنتخب الوطني في مونديال جنوب أفريقيا ومسجل هدف أم درمان الشهير ضد المنتخب المصري.
- حمانة بوشرمة: طبيب والأمين العام لحزب الشباب
- رشيد عبيد: عضو بمجلس الأمة سابقا نائب والي ولاية أم البواقي حاليا

ونذكر أيضا نخبة من رجالات الثورة والدولة:
- عبيد السعيد: من الثوار الجزائر: من الثوار الجزائريين وأحد رجال الدولة بعد الاستقلال
- زروال مبارك: مجاهد وأحد اعيان المدينة بعد الاستقلال
- بشيشي الهاشمي: شهيد وهو خال سعيد عبيد
- صالح بن ديدي: مجاهد والمعروف باسم صالح السوفي نسبة إلى السوافة
- الطاهر زبيري: ثوري مشهور قاد حركة نمرد فاشلة ضد هواري بومدين نشر مذكراته في 2011
- غضباني سماعيل: من الثوار الجزائريين مشهور.شهيد.
- حدادي محمد بن بلقاسم (موحا الززار): ممول لجيش الثورة بالأسلحة والعتاد
- حدادي أحمد: رائد متقاعد بالجيش الوطني الشعبي يقطن حاليا بالجزائر العاصمة
- آسيا رحاحلية: روائية معاصرة
- بلوطار عبد الجليل: دكتور في الأنظمة المعلوماتية متخرج من جامعة ساوثهامبتون وحاليا أمين شبابيك صرافة ببنك باركلايز لندن
- فؤاد روايسية: مخرج وصاحب الملحمة المسرحية الثورية" ذاكرة لا تنسى 2010
- حدادي محمد أبو حمانة: قائد منطقة جبال المايدة إبان الثورة التحريرية
- أمازيغ كاتب: مغني بلوز جزائري
- تواتي فريد : معلم
- صالح عثماني: معلم قرآني قدير ، وعميد الشرق في تدريس القرآن. اشرف على تحفيظ اكثر من 200 طالب 60 حزب . وامام سابق لمسجد العتيق سدراتة .

## النشاط الاقتصادي
يسيطر اعيان المدينة على إجمالي قطاع الزراعة، ويمارس أغلب سكانها المنتسبون إلى الطبقة الوسطى والفقيرة التجارة والأعمال الخاصة كما يشغلون وظائف لدى الدولة أو في الشركات الخاصة والعامة سعيا وراء الرزق مما تفرضه الضرورة المعيشية. وبها عدة مصانع. كما تم اكتشاف موقعين للغاز الطبيعي والبترول الأول في عين بوقفة منبع ماء لاسيتي بلانش وقد بدأ استغلاله أما الثاني في واد الكراب وهذا لا زال تحت الدراسة.
كما أن هناك عدة منابع مياه عذبة مصدرها أعماق جبال المائدة
- منبع طبة زمزوم
- كاف رجم
- مرج كحيل
- القراعنة

## المؤسسات والمرافق
المجموع الإجمالي لعدد المؤسسات التعليمية ب60 مؤسسة.
المراكز الصحية المتواجدة في دائرة سدراتة هي مركز بدار العجزة ومركز خاص بالمعوقين والمراكز الأخرى الخاصة بمعالجات الأطفال والطب العام خاص بالتحليلات الدموية والبولية وغيرها، بالإضافة إلى مستشفى هواري بومدين وهو مستشفى كبير يقع في شارع السلم، مفتشية التعليم كما هناك مقر الدائرة ومقر البلدية، مركز التكوين للشرطة كما هناك أيضا مركز للتوزيع المياه
كما يوجد بنكين هناك أيضا مركز للغاز والكهرباء بالقرب من حي 80 مسكن، كما يوجد مركز البريد (القابضة البريدية) وتتفرع إلى
- 3 مراكز للتسديد
- قاعة المحاظرات بجانب متوسطة 17 أكتوبر 1961
- 2 مركز الاتصالات تابع لبريد الجزائر
- 2 اتصالات الجزائر
- 2 الحماية المدنية
- 2 مركز الشرطة
- 2 مركز الدرك الوطني
- القباضة
- مصنع الورق لمنصوري
- مصنع الأسلحة والعتاد الحربي بشارع الاستقلال، طريق عين البيضاء
- 10 مساجد ومنها 3 مصلى
- 02 دور الشباب دار الشباب لعور العيد، محمد بوضياف.
- مركز ثقافي قرب متوسطة سدراتي خليفة
- مسبح أولمبي بالقاعة متعددة الرياضات
- مكتبة بلدية قرب دار الشباب لعور لعيد قيد الافتتاح
- متوسطة بعرور عبد العزيز ومتوسطة أبو بكر عبد الله المالكي ومتوسطة الحسين الورثلاني ومتوسطة لشقر بشير ومتوسطة قاسمي مصطفى ومتوسطة الجديدة 2 و17 أكتوبر 1961, ومتوسطة سدراتي خليفة وثانوية علي بن دادة
- ثانوية جميل العربي وثانوية سوداني التركي.
- متقنة رجايمية علاوة
- قاعات الشاي (el amir;orientale;el khaima;...الخ)
- مركز التكوين المهني
- مدرسة الشرطة
- مركز مكافحة الإرهاب والجريمة المنظمة وهو مركز الدائرة السابق حيث تحول حاليا لمقر مفرزتين للقوات المسلحة الأولى عناصر النينجا والثانية (BRI)
- مجمع متعدد الرياضات (C.S.P)
- 3 وكالات لحجوزات النقل الحضري ما بين الولايات شرق-غرب
- مستودع الحبوب
- مستودع الحليب (C.A.P.S)

## الرياضة
تملك مركب متعدد الرياضات يشتمل على عدة نشاطات ونوادي داخل القاعة وهي:
- كرة القدم داخل القاعة
- كرة اليد في القاعة وخارجها
- رياضة الجيدو رياضة الكاراتيه
- لعبة بلياردو
- من أشهر النوادي في المدينة نادي الإتحاد الرياضي لبلدية سدراتة،( يلعب في القسم الثالث هواة شرق)

## وصلات خارجية
- صور لمدينة سدراتة.
- موقع المايدة سدراتة.